# Badjcinus turnbulli
Il badicino (Badjcinus turnbulli Muirhead e Wroe, 1998), il cui nome significa «esperto cane cacciatore», era un marsupiale appartenente alla famiglia estinta dei Tilacinidi.
Vissuto tra i 33 e i 32 milioni di anni fa, nell'Oligocene Inferiore, è stato uno dei membri più primitivi della sua famiglia. Aveva dimensioni piuttosto piccole e raggiungeva solo i 2,4 kg di peso.
La sua dieta comprendeva probabilmente piccoli mammiferi, anfibi, rettili e insetti.
Nonostante questa specie avesse ottenuto un certo successo, probabilmente venne soppiantato da altri Tilacinidi più evoluti. I suoi fossili sono stati ritrovati a Riversleigh, nel Queensland nord-occidentale, in Australia.